# Industrie pétrolière en Espagne

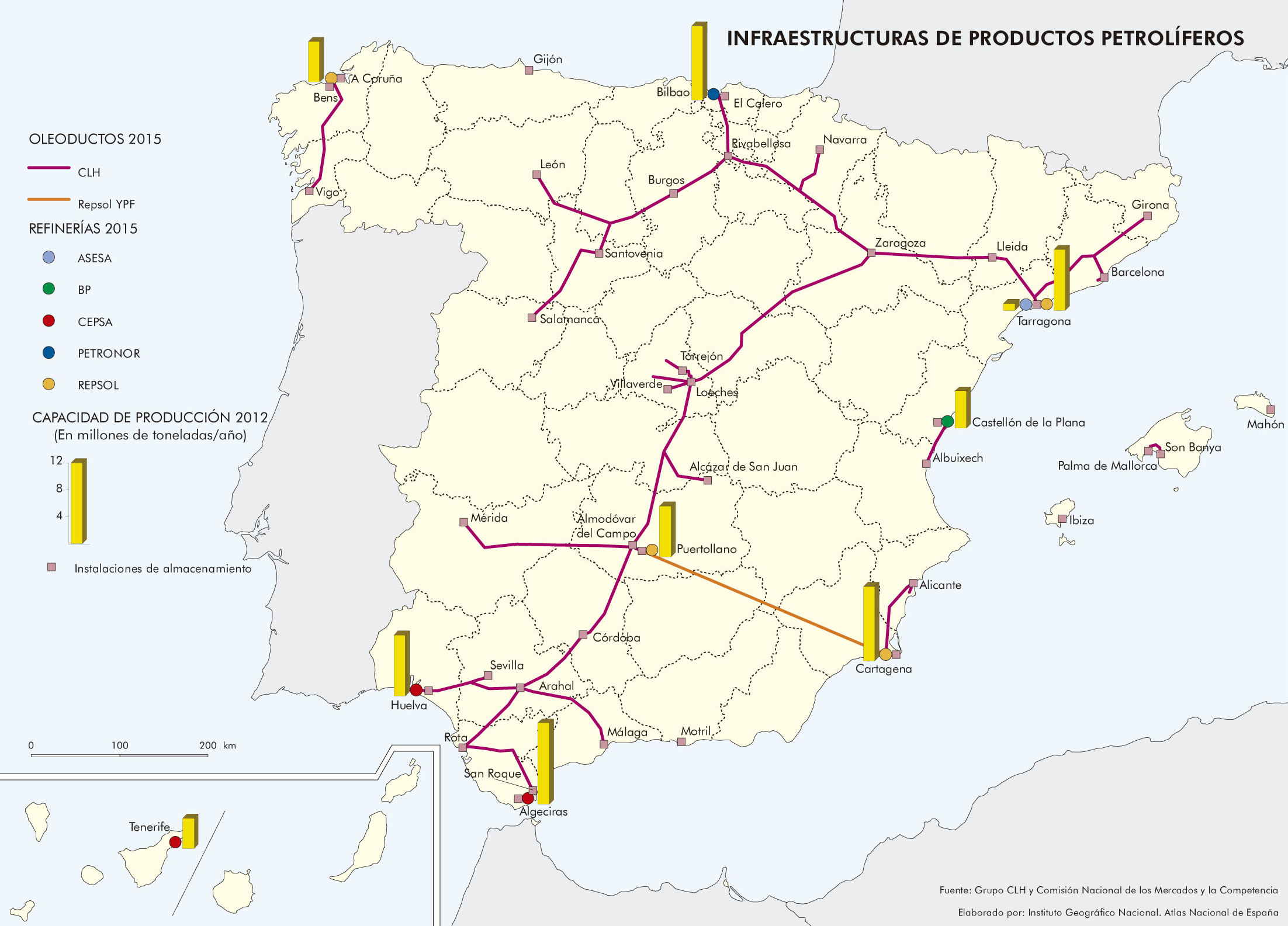
Raffineries et oléoducs en Espagne

L'industrie pétrolière en Espagne est un secteur important de l'économie espagnole, puisqu'elle est chargée à la fois de la production du pétrole et des produits qui en dérivent, ainsi que de leur commercialisation. Le pays ne dispose pas de ses propres exploitations pétrolières, la quasi-totalité du pétrole brut consommé est donc importée. En 2023, dix raffineries opèrent sur le sol espagnol, la majorité étant située sur le territoire péninsulaire.

## Histoire
Les débuts de l’activité pétrolière en Espagne peuvent être datés des années 1860, même si ce n’est qu’au XXe siècle qu’une importante industrie pétrolière a commencé à se développer. L'État est allé jusqu'à promulguer la Loi sur le monopole pétrolier de 1927 sur le pétrole, entrée en vigueur dans les années 1920 et dont l'entreprise CAMPSA était l'un de ses principaux acteurs. La première raffinerie espagnole a été construite à Santa Cruz de Tenerife en 1930, tandis que la première raffinerie de la péninsule sera construite à Escombreras dans les années 1940. Le développement que le pays a connu au cours des années 1960 et 1970 s'est accompagné de la construction de nombreuses raffineries et installations liées à ce secteur.
En 2020, l'Espagne était le 87e producteur mondial de pétrole, avec une production quasiment nulle. En 2019, le pays a consommé 1,22 million de barils par jour, étant le 18e consommateur du monde,. De même, l'Espagne était le neuvième importateur mondial de pétrole en 2013 (1,22 million de barils par jour).

## Prospections et forages

### Sahara espagnol
Au Sahara espagnol en 1975 la nappe pétrolifère sous-marine n'était pas considérée comme négligeable. Les sociétés pétrolières se montraient toutefois discrètes sur les résultats obtenus ou minimisaient les réserves. Selon le M.P.A.I.A.C. (Mouvement pour l'autodétermination et l'indépendance de l'archipel canarien), les forages commencés en 1959-1960 auraient été encourageants. Priorité fut donnée au brut libyen dont l’extraction était moins chère, la réserve du Sahara étant considérée comme réserve stratégique de pétrole. En 1969, lors du renversement du roi Idriss et de l’accession au pouvoir du colonel Kadhafi, des sociétés pétrolières s'intéressent à nouveau au Sahara, et l’Union Carbide Petroleum conclut, en juillet 1970, un contrat de deux ans avec l'Espagne, renouvelé depuis lors, pour des forages en mer, le permis étant octroyé pour une zone de 1' 600' 000 hectares à une filiale espagnole qui s’engageait à investir 147 millions de pesetas. Des filiales de la Standard Oil, de la Gulf Oil et d’autres membres du cartel se sont aussi mises sur les rangs.

## Production offshore

### De pétrole
Dans la péninsule ibérique, l'essentiel de la production pétrolière vient de l'offshore du delta de l'Èbre. En 1987, la production s'est élevée à 1,6 Mt.
Le premier gisement Amposta Marine (8 Mt) est découvert en 1970, d'autres comme Dorada et Casablanca sont découverts dans les années suivantes dont le plus important en 1975. Ces gisements sont découverts par un consortium mené par Shell.

### De gaz

Gazoducs en Espagne et leurs liens avec les pays avoisinants. On note le Gazoduc Maghreb-Europe et le gasoduc Medgaz.

L'Espagne ne compte qu'un champ gazier, celui de Gaviota sur la côte de Biscaye à 8km de Bermeodans l'offshore du golfe de Gascogne.

## Raffineries de pétrole
L'Espagne compte 10 raffineries de pétrole.
| Raffinerie             | Inauguration | Province               | Capacité de raffinage | Propriétaire |
| ---------------------- | ------------ | ---------------------- | --------------------- | ------------ |
| Escombreras            | 1949         | Murcia                 | 10,0 kt               | Repsol       |
| La Coruña              | 1964         | La Coruña              | 7,0 kt                | Repsol       |
| Puertollano            | 1966         | Ciudad Real            | 7,0 kt                | Repsol       |
| Tarragona              | 1976         | Tarragone              | 7,0 kt                | Repsol       |
| Gibraltar-San Roque    | 1967         | Cádiz                  | 12,0 kt               | Cepsa        |
| La Rábida              | 1967         | Huelva                 | 5,0 kt                | Cepsa        |
| Santa Cruz de Tenerife | 1930         | Santa Cruz de Tenerife | 4,5 kt                | Cepsa        |
| Musques                | 1972         | Vizcaya                | 12,0 kt               | Petronor     |
| Castellón              | 1967         | Castellón              | 8,0 kt                | BP           |
| Tarragona              | 1965         | Tarragona              | 1,4 kt                | Asesa        |
| Données de 2006        |              |                        |                       |              |